# باول بونار
باول بونار (بالإنجليزية: Paul Bonar)‏ هو لاعب كرة قدم بريطاني في مركز الدفاع، ولد في 28 ديسمبر 1976 في غلاسكو في المملكة المتحدة. شارك مع منتخب اسكتلندا تحت 21 سنة لكرة القدم. أما مع النوادي، فقد لعب مع ريث روفرز ونادي آير يونايتد ونادي أردريونيانز ونادي ألبيون روفرز ونادي ستنهاوسموير ونادي سليغو روفرز.